# История палеонтологии

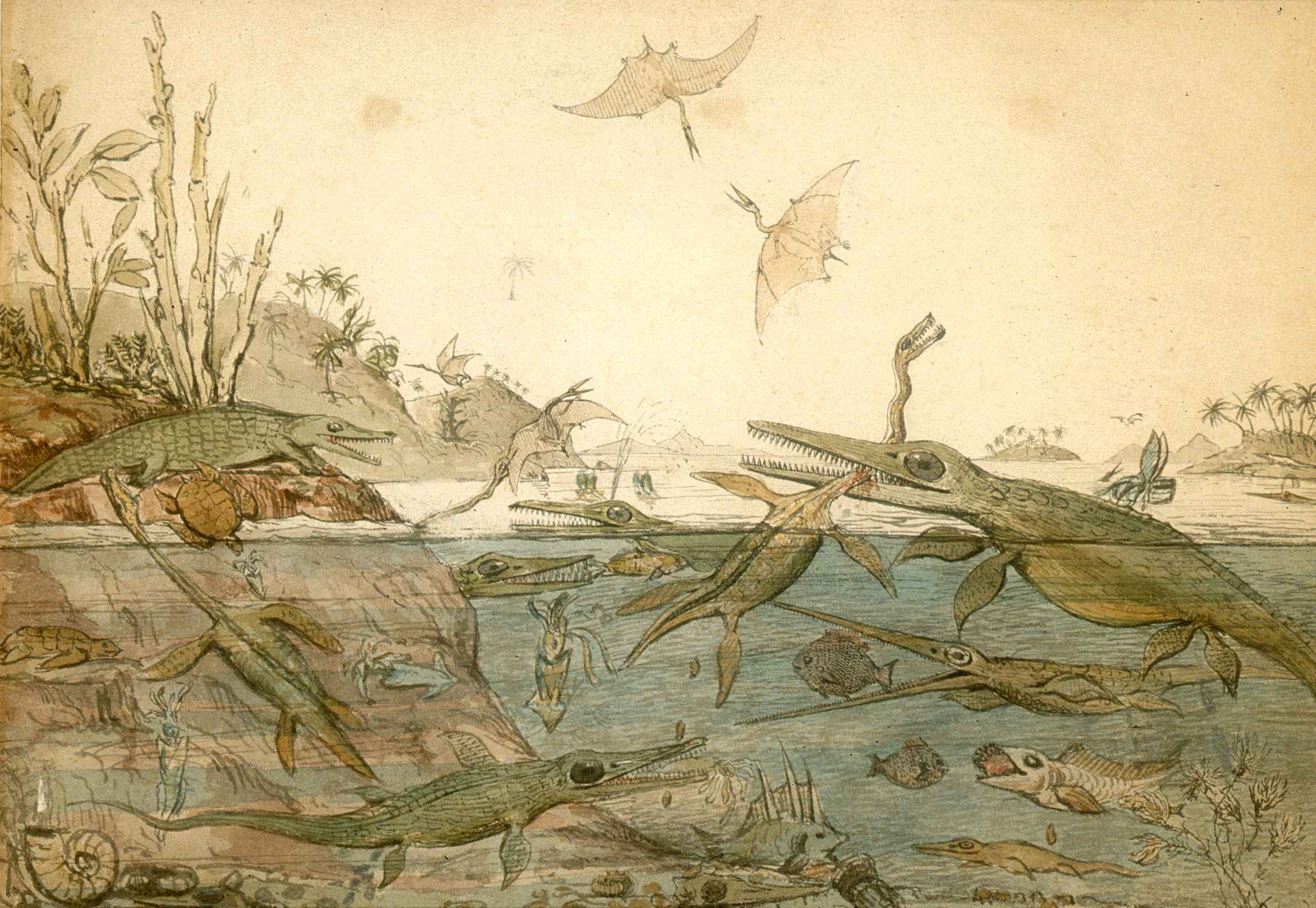
Duria Antiquior (Графство Дорсет в древности) — акварельный рисунок английского геолога Генри де ла Беш, созданный на основе окаменелостей, найденных Мэри Эннинг. Является первым рисунком изображающим сцену из древности на основе ископаемых доказательств.

История палеонтологии изучает последовательность действий по осмыслению жизни на Земле на основе ископаемых остатков живых организмов. Так как в задачу палеонтологии входит изучение живых организмов прошлого, её можно считать областью биологии, но её развитие было и остается тесно связано с геологией и процессом изучения истории самой Земли.
В древние времена Ксенофан (570—480 до н. э.) писал об окаменелостях морских организмов, указывая, что когда-то поверхность земли находилась под водой. В Средние века персидский натуралист Ибн Сина (известный в Европе как Авиценна) в своей «Книге исцеления» (1027) рассуждал об окаменелостях: в ней выдвигалась теория об окаменевших жидкостях (флюидах); в XIV веке её доработает Альберт Саксонский. Китайский натуралист Шэнь Ко (1031—1095) на основании органических остатков окаменевшего бамбука выдвинул теорию о климатических изменениях.
В Европе, в начале периода Новой истории, систематическое изучение окаменелостей стало одним из самых важных изменений в натурфилософии, имевших место во времена эпохи рационализма. Природа окаменелостей и их связь с жизнью прошлого стала более понятна в XVII и XVIII веках. В конце XVIII столетия работа Жоржа Кювье положила конец многолетним спорам о существовании вымирания, и с помощью сравнительной анатомии привела к возникновению палеонтологии как науки. Растущие знания о палеонтологической летописи также сыграли важную роль в развитии геологии, и, в частности, стратиграфии.
В 1822 году редактор французского научного журнала придумал слово «палеонтология» для обозначения процесса изучения древних живых организмов с помощью окаменелостей. В первой половине XIX столетия геологическая и палеонтологическая деятельность становилась все более и более организованной: росло число профессиональных геологов, специалистов по окаменелостям, геологических сообществ и музеев. Это поспособствовало быстрому росту знаний об истории жизни на Земле и прогрессу в создании геохронологической шкалы — он по большей части основывался на наличии ископаемых остатков. По мере накапливания знаний об истории жизни, становилось все более очевидно, что в развитии жизни есть некая последовательность. Данный факт поспособствовал возникновению первых эволюционных теорий о трансформизме. После того как Чарлз Дарвин опубликовал свой труд «Происхождение видов» в 1859 году, палеонтология в основном стала изучать ход эволюции, включая эволюцию людей и теорию эволюции.
К концу XIX столетия палеонтологическая деятельность значительно расширилась, особенно в Северной Америке. Эта тенденция продолжилась в XX столетии: для систематического сбора ископаемых стали доступны новые регионы Земли, о чём свидетельствует ряд важных находок в Китае в конце XX столетия. Было найдено много ископаемых переходных форм, и теперь считается, что существует достаточно доказательств того, как соотносятся разные классы позвоночных друг с другом. Большая часть из этих доказательств основывается на переходных формах. В последние несколько десятилетий XX века возобновился интерес к массовым вымираниям и их роли в эволюции жизни на Земле. Также вновь возник интерес к кембрийскому взрыву — в этот период произошло развитие схемы строения тела у большинства типов животных. Обнаружение окаменелостей эдиакарской биоты и развитие палеобиологии позволило расширить область знаний об истории жизни далеко за кембрийский период.

## До XVII столетия
Ещё в VI веке до н. э. греческий философ Ксенофан Колофонский (570—480 до н. э.) признал, что некоторые окаменелые раковины были остатками моллюсков; они, по его мнению, доказывали, что тогдашняя суша когда-то находилась под водой. Леонардо да Винчи (1452—1519) в одной неопубликованной записке также сделал вывод, что некоторые окаменевшие морские раковины являются остатками моллюсков. Однако окаменелости в обоих случаях были цельными остатками ракообразных: они слабо отличались от живых видов, и поэтому их легко можно было идентифицировать.
В 1027 году персидский натуралист Ибн Сина (известный в Европе как Авиценна), в своей «Книге исцеления» предложил объяснение окаменению ископаемых остатков. Ибн Сина переработал идею Аристотеля — согласно которой причина лежала в испарении — в теорию окаменевших жидкостей (succus lapidificatus). В XIV веке она была доработана Альберт Саксонским, и к XVI веку в целом была признана большинством натуралистов.
Шэнь Ко (1031—1095) из Империи Сун, опираясь на морские окаменелости, найденные в горах Тайханшань, сделал вывод о существовании геологических процессов, таких как геоморфология, и о постепенном смещении береговых линий. Ко, опираясь на результаты наблюдений за окаменевшим бамбуком, найденным в подпочве Яньаня, провинции Шэньси, приводил доводы в пользу теории постепенного изменения климата, так как провинция Шэньси находилась в сухой климатической зоне, в которой бамбук не рос.
В результате нового акцента на наблюдении, классификации и каталогизации природы, европейские натурфилософы XVI столетия начали создавать обширные коллекции ископаемых объектов (а также коллекции видов растений и животных), которые, с целью упорядочивания, часто хранились в специально построенных шкафчиках. В 1565 году Конрад Геснер опубликовал труд по окаменелостям, в котором содержалось первое детальное описание такого шкафчика и коллекции. Коллекция, которую Геснер использовал при написании своей работы, принадлежала члену огромной корреспондентской сети. На протяжении XVI столетия такие неформальные сети среди натурфилософов и коллекционеров начали играть все более и более важную роль. Они являлись предтечами научных сообществ, которые начали возникать в XVII столетии. Коллекции окаменелостей и корреспондентские сети способствовали развитию натурфилософии.
Однако большинство европейцев XVI века не признавали окаменелости остатками живых организмов. Слово «фоссилия» в переводе с латинского означает «выкопанный». Этот термин применялся ко многим камням и камнеподобным предметам, и при этом не учитывалось, что они могли иметь органическое происхождение. Писателей XVI века, таких как Геснер и Георгий Агрикола, больше интересовала классификация предметов по их физическим и мистическим свойствам, чем выяснение их природы. К тому же, натурфилософия того времени поощряла альтернативные толкования природы окаменелостей. И аристотелевская, и неоплатоновская школы философии поддерживали идею того, что каменистые предметы могут расти внутри земли, чтобы походить на живых существ. Неоплатоновская философия утверждала, что между живыми и неживыми предметами может быть родство, которое и порождает сходство. Аристотелевская школа утверждала, что семена живых организмов могут попадать в землю и создавать предметы, похожие на эти организмы.

## XVII столетие

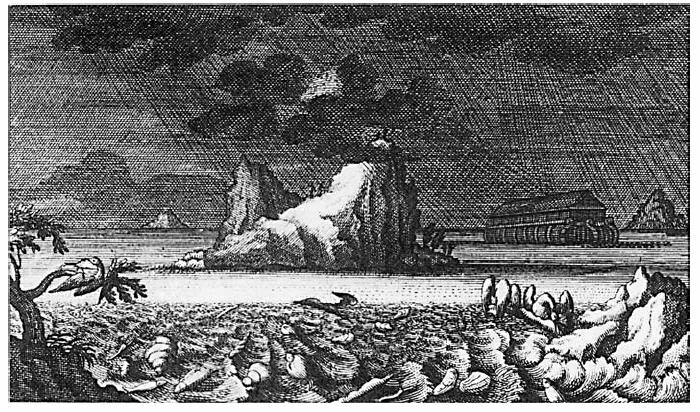
Иоганн Яков Шейхцер в своей книге Herbarium of the Deluge (1709) объяснял природу окаменелостей библейским потопом

В эпоху рационализма фундаментальные изменения в натурфилософии повлияли и на анализ окаменелостей. В 1665 году Афанасий Кирхер в своем трактате «Mundus subterraneus» приписал гигантские кости вымершей расе людей-великанов. В тот же год Роберт Гук опубликовал «Микрографию» — иллюстрированную коллекцию своих наблюдений с использованием микроскопа. Одно из таких наблюдений называлось «Об окаменевшей древесине и других окаменевших телах»: в нём содержалось сравнение между обыкновенной и окаменевшей древесиной. Он пришел к выводу, что окаменевшая древесина являлась обыкновенной древесиной, которая была вымочена в «воде, содержавшей каменные и почвенные частички». Дальше он предположил, что несколько окаменевших морских раковин были образованы из простых раковин благодаря схожему процессу. Он выступил против царившего мнения, что такие предметы являются «камнями, созданными некой исключительной силой (Plastick virtue), покоящейся в самой земле». Гук считал, что окаменелости были доказательством истории жизни на Земле, и писал в 1668 году:

…если обнаруженные монеты, медали, погребальные урны, памятники известным личностям, города, или утвари признаются неоспоримым доказательством того, что такие люди или вещи существовали в прошлом, то окаменелости можно смело считать таким же равноправными доказательствами того, что такие растения или животные существовали в прошлом… и [они] являются истинным универсальным признаком, понятным всем мыслящим людям.
Оригинальный текст (англ.)...if the finding of Coines, Medals, Urnes, and other Monuments of famous persons, or Towns, or Utensils, be admitted for unquestionable Proofs,that such Persons or things have, in former times had a being, certainly those Petrifactions may be allowed to be of equal Validity and Evidence, that there have formerly been such Vegetables or Animals... and are true universal Characters legible to all rational Men.

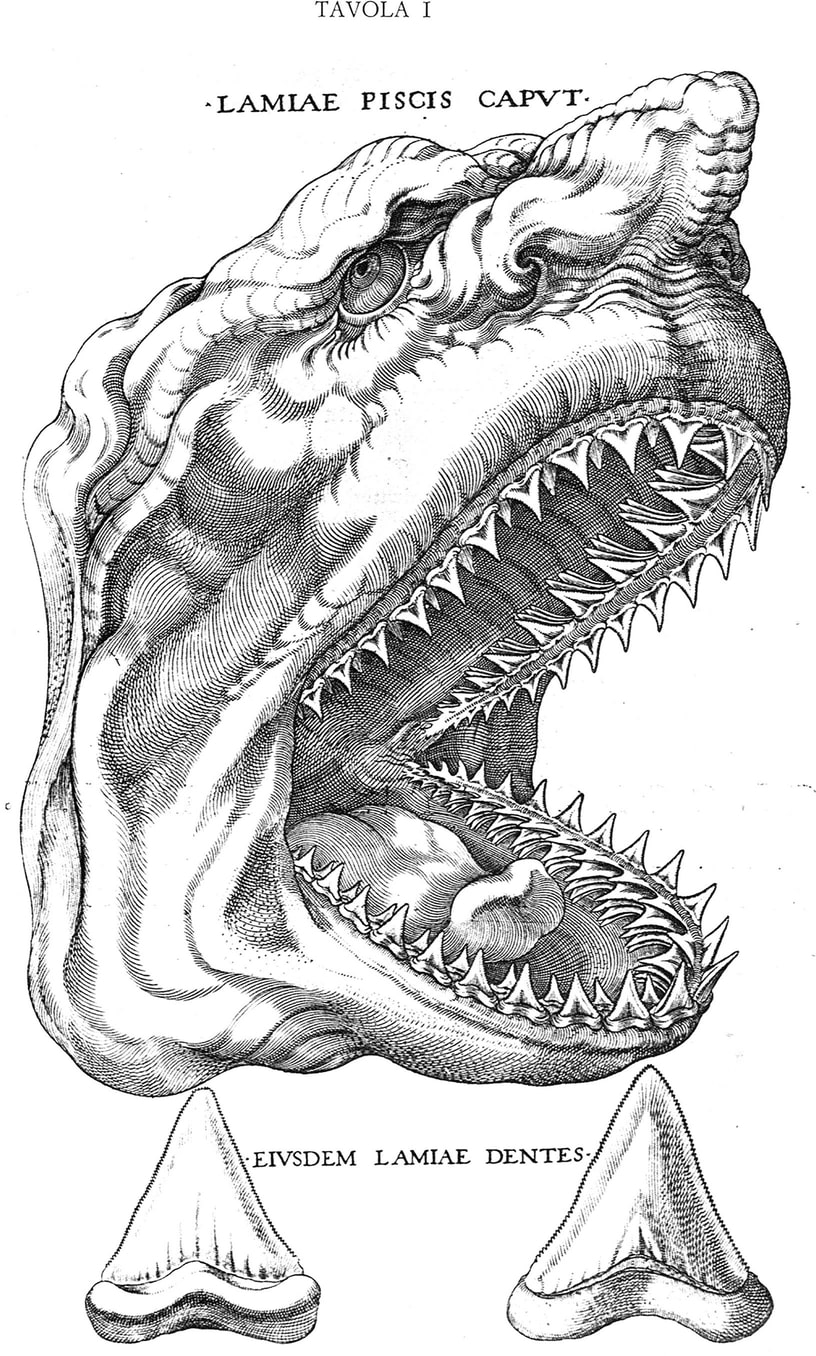
На иллюстрации из доклада Стенсена приводится сравнение головы акулы и её зубов и ископаемых зубов (1667).

Гук был готов признать вероятность того, что некоторые такие ископаемые являются исчезнувшими видами, возможно вымершими вследствие геологических катастроф.
В 1667 году Нильс Стенсен написал доклад о вскрытии акульей головы. Он сравнил зубы акулы с распространенными окаменевшими предметами, известными как «каменные язычки» (tongue stones). Он заключил, что данные окаменелости в прошлом были зубами акулы. Стенсен затем заинтересовался проблемой окаменелостей. Чтобы опровергнуть некоторые аргументы, отрицавшие их органическое происхождение, он начал изучать горные пласты. Результат его работы был опубликован в 1669 году под названием «Предварительное изложение диссертации о твёрдом, естественно содержащемся в твёрдом» (лат. De solido intra solidum naturaliter contento dissertationis prodromus). В ней Стенсен четко провел различие между предметами, такими как горные кристаллы, которые действительно образовывались в горной породе, и предметами вроде окаменевших раковин и акульих зубов, которые образовывались вне пластов. Стенсен понял, что определённые типы пластов образовывались благодаря последовательному отложению горизонтальных слоев осадочной породы, и что окаменелости были остатками живых организмов, которые оказались погребенными в отложениях. Стенсет, как и почти все натурфилософы XVII века, считал, что возраст Земли насчитывает всего несколько тысяч лет, и поэтому он объяснил факт присутствия морских организмов вдалеке от моря библейским потопом.
Несмотря на огромное влияние «Предварительного изложения», натуралисты, такие как Мартин Листер (1638—1712) и Джон Рэй (1627—1705), продолжали подвергать сомнению органическое происхождение некоторых окаменелостей. Их особенно интересовали такие объекты как аммониты, которые не были похожи ни на один известный вид живых существ, но которые, по утверждению Гука, являлись органическими. Это могло объясняться вымиранием, но им было сложно признать эту версию ввиду философских и религиозных взглядов. В 1695 году Рэй, в письме уэльскому натуралисту Эдварду Ллуйду, жаловался на такие взгляды:

…за ними тянется воз последствий, который опровергает историю новизны мира, поданную в Писании. Они, по меньшей мере, опровергают общепризнанное (и достаточно обоснованное) среди святых и философов мнение, что со времен первого созидания, ни один вид растений и животных не был утерян, ни один вид не был создан.
Оригинальный текст (англ.)... there follows such a train of consequences, as seem to shock the Scripture-History of the novity of the World; at least they overthrow the opinion received, & not without good reason, among Divines and Philosophers, that since the first Creation there have been no species of Animals or Vegetables lost, no new ones produced.

## XVIII столетие
Жорж Бюффон в своей работе 1778 года «Эпохи природы» сослался на обнаруженные в северной Европе окаменелости тропических видов животных, таких как слоны и носороги, как на доказательство теории того, что Земля изначально была гораздо горячее, чем сейчас, и что она постепенно охлаждалась.
В 1796 году Жорж Кювье представил доклад на тему живых и ископаемых слонов, в котором сравнивались оставшиеся скелеты индийских и африканских слонов, и окаменелости мамонтов и животных, позже названных им мастодонтами. Он впервые установил, что индийские и африканские слоны являются разными видами; что мамонты отличаются от них обоих, и что они вымерли. Дальше он предположил, что мастодонты — это ещё один вымерший вид, который также отличался от индийских и африканских слонов, причем даже больше, чем мамонты от слонов. Кювье ещё раз убедительно показал значение сравнительной анатомии в палеонтологии в 1796 году, когда он представил второй доклад, описывавший огромный ископаемый скелет из Парагвая. Он назвал его мегатерией и, сравнив его череп с черепом двух существующих видов ленивцев, определил, что это — гигантские ленивцы. Прогрессивная работа Кювье в области палеонтологии и сравнительной анатомии привела к широкому признанию теории вымирания. Благодаря ей Кювье также начал объяснять существование последовательности организмов в палеонтологической летописи теорией геологического катастрофизма, став её сторонником. Он также указал, что поскольку мамонты и шерстистые носороги не являются теми же самыми видами, что и современные слоны и носороги, живущие в тропиках, их ископаемые остатки нельзя использовать в качестве доказательства охлаждения Земли.

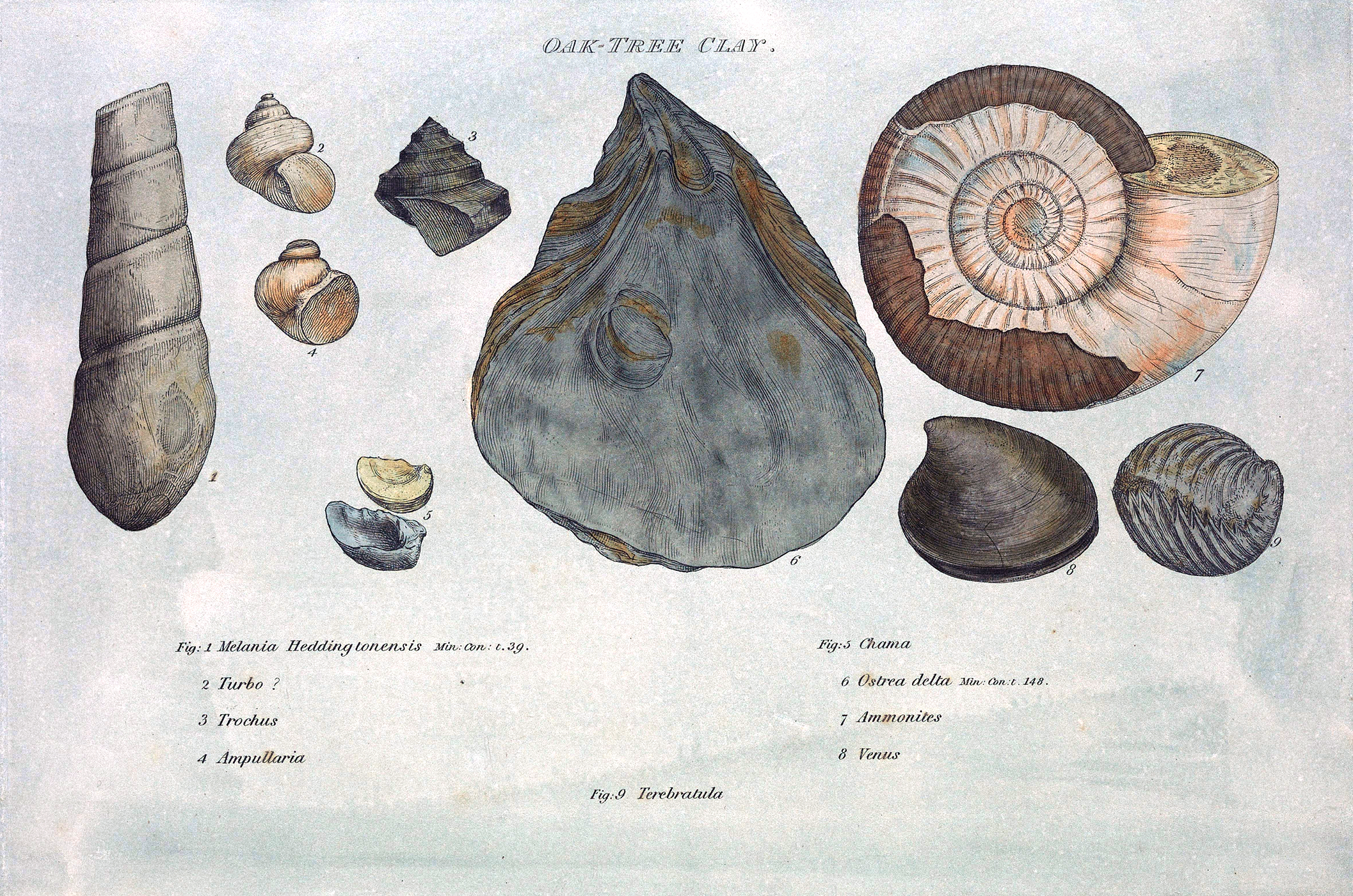
Иллюстрация из работы Уильяма Смита Strata by Organized Fossils (1815).

При первом применении стратиграфии, геодезист и горный инженер Уильям Смит активно использовал окаменелости, чтобы установить связь между горными пластами в разных местах. В 90-х годах XVIII века и начале XIX века он создал первую геологическую карту Англии. Он установил принцип последовательности фаун, согласно которому каждый пласт осадочной породы содержит определённый тип окаменелостей, и что они следуют друг за другом в предсказуемом порядке даже в геологических формациях, разделенных огромным расстоянием. В то же самое время Кювье и Александр Броньяр, инструктор парижской школы горного инжиниринга, использовали схожие методы при написании влиятельного исследования о геологии региона вокруг Парижа.

## Начало и середина XIX столетия

### Эпоха рептилий

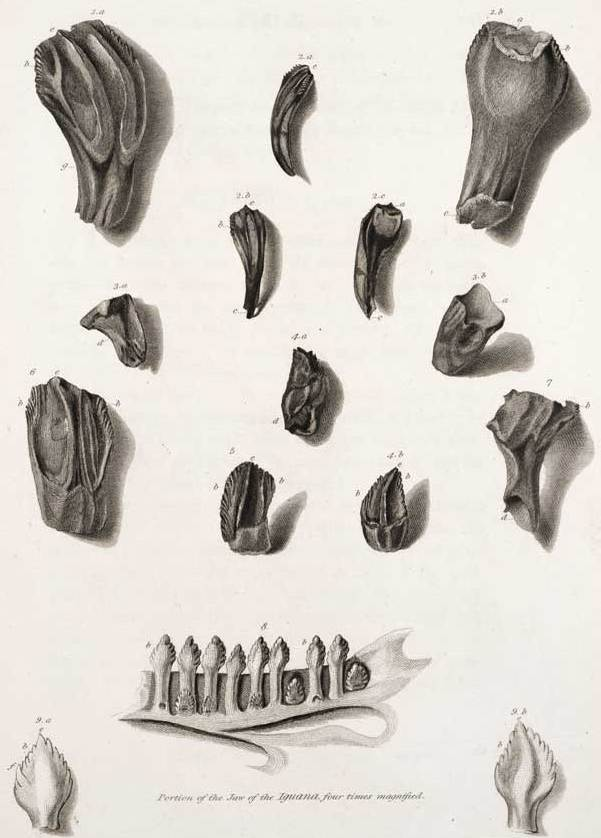
Иллюстрация из доклада Гидеона Мантелла, на которой сравниваются ископаемые зубы игуанодона и челюсть современной игуаны (1825).

В 1808 году Кювье идентифицировал обнаруженную в Маастрихте окаменелость как морскою рептилию — позже её назовут мозазавром. По рисунку он также идентифицировал ещё одну окаменелость, найденную в Баварии, как летающую рептилию, и назвал её птеродактилем. Он предположил — основываясь на пласте, в котором были найдены эти ископаемые, — что до так называемой им «эпохи млекопитающих» на Земле жили огромные рептилии. Предположения Кювье подтвердятся рядом находок, которые будут обнаружены в Великобритании в последующие два десятилетия. Мэри Эннинг, которая занималась профессиональным коллекционированием окаменелостей с одиннадцати лет, нашла ископаемые остатки ряда морских рептилий в юрском морском пласте в Лайм-Реджис. Среди её находок был первый скелет ихтиозавра, которого она нашла в 1811 году, и первые когда-либо найденные скелеты плезиозавров, обнаруженные ей в 1821 и 1823 годах. Многие её открытия будут научно описаны геологами Уильямом Конибэаром, Генри Томасом де ла Бешем и Уильямом Баклэндом. Именно Эннинг первой обнаружила, что каменные объекты, известные как «безоары», нередко встречаются в брюшной области скелетов ихтиозавров. Она заметила, что если такие камни расколоть, то внутри можно часто обнаружить следы окаменевших чешуи и костей рыбы, и иногда кости маленьких ихтиозавров. Это подтолкнуло её предположить, что они являлись окаменевшими экскрементами. Она сообщила об этом Баклэнду, и он предложил назвать их копролитами. Впоследствии он их использовал, чтобы лучше понять древнюю пищевую цепочку.
В 1824 году Баклэнд нашел и описал нижнюю челюсть в юрских отложениях в округе Стоунсфилда. Он установил, что она принадлежала жившей на суше хищной рептилии, которую он прозвал мегалозавром. В тот же год Гидеон Мантелл осознал, что некоторые огромные зубы, которые он нашел в 1822 году в меловых отложениях в округе Тилгейта, принадлежали жившей на суше огромной травоядной рептилии. Он назвал её игуанодоном, потому что зубы были похожи на таковые у игуаны. Все это привело к тому, что Мантелл опубликовал в 1831 году важный доклад — «Эпоха рептилий». В нём он собрал все доказательства в поддержку теории, согласно которой на протяжении длительного времени на Земле жили огромные рептилии. На основании того, в каких горных слоях впервые была обнаружена та или иная рептилия, он разделил это время на три периода — они были предтечами современных триасового, юрского и мелового периодов. В 1832 году Мантелл нашел в округе Тиллгейта частичный скелет покрытой панцирем рептилии, которую он прозвал гилеозавром. В 1841 году английский анатом Ричард Оуэн, специально для мегалозавра, игуанодона и гилеозавра, создал новый отряд рептилий, и дал ему название — «динозавры».

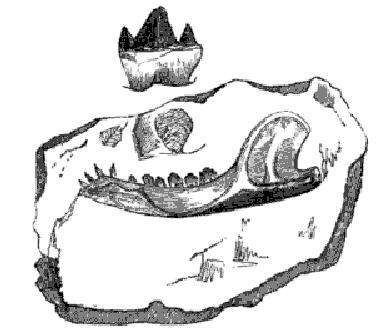
Иллюстрация ископаемой челюсти Стоунсфилдского млекопитающего из работы Гидеона Мантелла Wonders of Geology (1848)

Доказательство того, что в прошлом на Земле жили огромные рептилии, вызвало огромное оживление в научных кругах и даже в некоторой части общества. Баклэнд описал челюсть маленького примитивного млекопитающего, Phascolotherium, найденную в том же пласте, что и мегалозавр. Эта аномальная находка, известная как Стоунсфилдское млекопитающее, стала предметом долгих обсуждений. Кювье сперва считал существо сумчатым, но Баклэнд позже понял, что это примитивное плацентарное млекопитающее. Ввиду его маленьких размеров и примитивного строения, Баклэнд не считал, что оно опровергает принцип эпохи рептилий, поскольку самыми большими и видными животными были рептилии, а не млекопитающие.

### Палеоботаника и происхождение слова «палеонтология»
В 1828 году сын Александра Броньяра, ботаник Адольф Броньяр, опубликовал вступление к объемной работе по истории ископаемых растений. Адольф Броньяр сделал вывод, что историю растений можно примерно разделить на четыре части. Первый период характеризовался тайнобрачными растениями. Отличительным признаком второго периода стало появление голосеменных растений. В третьем периоде появились саговниковидные растения, а в четвёртом — цветковые растения (такие как двудольные магнолиопсиды). В геологических отложениях переход между этими периодами характеризовался резким обрывом, в то время как в самих периодах изменения были постепенными. Работа Броньяра является основой палеоботаники; она укрепила теорию, согласно которой жизнь на Земле имеет длинную и сложную историю, и что разные группы растений и животных появлялись в последовательном порядке. В работе также была поддержана идея постепенного изменения климата на Земле: Броньяр посчитал, что окаменелости растений указывают на то, что во время каменноугольного периода климат Северной Европы был тропическим.
Растущее внимание к ископаемым растениям в первых десятилетиях XIX века вызвало значительное изменение терминологии, применявшейся в изучении жизни прошлого. Редактор влиятельного французского научного журнала «Journal de Physique», ученик Кювье Анри-Мари Дюкроте-де-Блэнвиль, в 1817 году придумал термин «paleozoologie (палеозоология)» для обозначения работы по реконструкции вымерших животных на основе ископаемых костей, которую вели Кювье и другие натуралисты. Однако Блэнвиль начал искать подходящее слово, которым можно было бы описать работы по изучению как ископаемых животных, так и ископаемых растений. После безуспешного использования нескольких слов, в 1822 году он остановился на «palaeontologie». Термин Блэнвиля очень быстро набрал популярность и его стали писать на английский манер — «paleontology».

### Катастрофизм, актуализм и палеонтологическая летопись
В эпохальном докладе Кювье 1796 года о живых и окаменевших остатках слонов, он ссылался на одиночную катастрофу, уничтожившую жизнь, после которой возникли нынешние виды. В результате изучения вымерших млекопитающих он понял, что животные, такие как палеотерии, жили до мамонтов. После этого он уже писал свои работы в рамках нескольких геологических катастроф, которые уничтожили целые поколения последовательных жизненных форм. К 1830 году, в результате появления палеоботаники и открытия ряда динозавров и морских рептилий в Британии, вокруг его идей образовался научный консенсус. В Великобритании, в которой натуртеология имела большое влияние в начале XIX века, ряд геологов, в том числе Баклэнд и Роберт Джеймсон, настаивал на установлении прямой связи между катастрофами Кювье и библейским потопом. В Британии, в отличие от других государств, катастрофизм имел религиозный подтекст.
Чарлз Лайелл в своей значимой работе «Основные начала геологии» защищал геологическую теорию актуализма, частично потому что он считал версию потопа Уильяма Баклэнда и других её сторонников необоснованной и ненаучной. Лайелл собрал доказательства (как из своих исследований, так и из работ других ученых) того, что большинство геологических особенностей можно объяснить медленностью нынешних сил природы, таких как вулканизм, землетрясение, эрозия и седиментация, а не катастрофами прошлого. Лайелл также утверждал, что явные признаки резких изменений в палеонтологической летописи и даже проявление прямой последовательности в истории жизни — это всего лишь иллюзия, вызванная несовершенством летописи. Например, он писал, что отсутствие птиц и млекопитающих в ранних горных пластах вызвано лишь недостатками горной породы, в которой морские организмы легче превращаются в окаменелости. Лайелл также указывал на Стоунсфилдское млекопитающее как на доказательство того, что рептилии не обязательно предшествовали млекопитающим, и на то, что некоторые плейстоценские пласты содержали в себе как вымершие, так и все ещё жившие виды. Это, по его словам, указывало на то, что вымирание произошло не мгновенно — вследствие катастрофического события, — а постепенно. Лайеллу удалось убедить геологов в том, что геологические особенности Земли были сформированы теми же самыми геологическими силами, которые можно наблюдать и сейчас, и что они действуют на протяжении долгого времени. Но он не смог убедить их поддержать его точку зрения касаемо палеонтологической летописи: он считал, что его идея не поддерживала теорию прямой последовательности.

### Трансформизм и палеонтологическая летопись
В начале XIX века Жан Батист Ламарк использовал окаменелости как доказательство своей теории трансформизма видов. В последующие несколько десятилетий новые окаменелости, а также появление доказательств того, что жизнь менялась со временем, оживили обсуждения этой идеи. Роберт Чеймберз использовал окаменелости в своей популярной научной книге «Vestiges of the Natural History of Creation». В ней отстаивалась точка зрения, что космос, как и жизнь на земле, имел эволюционную природу. Книга, как и теория Ламарка, утверждала, что жизнь двигалась от простого к сложному. Эти ранние идеи эволюции широко обсуждались в научных кругах, но научного признания они не получили. Многие критики идеи трансформизма использовали окаменелости в своих аргументах. В той же самой диссертации, в которой был придуман термин «динозавр», Ричард Оуэн указывал на то, что динозавры имели, по крайней мере, такое же сложное строение, как и современные рептилии, а это, как он утверждал, противоречило теориям трансформизма. Хью Миллер приводил схожие доводы, обращая внимание на тот факт, что ископаемая рыба, найденная в формации Олд Рэд Сэндстоун, имела такое же сложное строение, как и любая другая рыба поздних периодов, а не примитивное, как утверждалось в книге «Vestiges of the Natural History of Creation». Несмотря на то, что эти ранние эволюционные теории не были поддержаны научными кругами, дебаты вокруг них смогли подготовить почву для признания в последующие годы теории эволюции Дарвина.

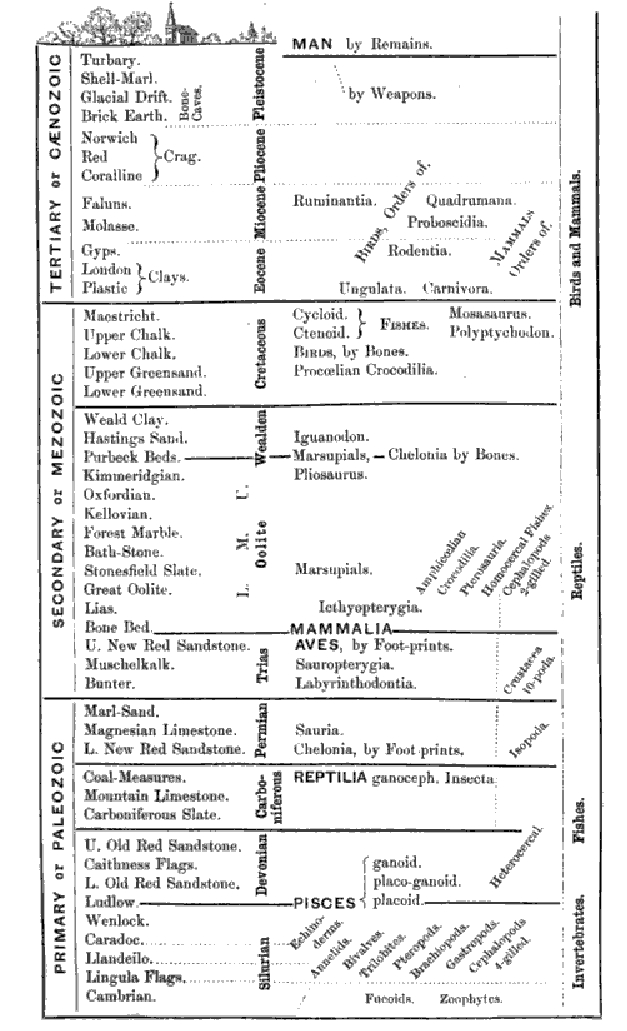
Диаграмма геохронологической шкалы из книги Ричарда Оуэна, на которой указано появление основных представителей животных (1861).

### Геохронологическая шкала и история жизни
Такие геологи как Адам Седжвик и Родерик Мурчисон, участвуя в спорах наподобие «Больших девонских дебатов», продолжали развивать стратиграфию. Они описали новые геологические периоды: кембрийский, силурийский, девонский и пермский. Прогресс в стратиграфии все больше и больше зависел от мнения экспертов, обладавших особым знанием определённых типов окаменелостей. Такими экспертами, к примеру, были Уильям Лонсдэйл (ископаемые кораллы) и Джон Линдли (ископаемые растения); оба сыграли важную роль в «Девонских дебатах» и их окончании. К 40 годам XIX века была завершена большая часть геохронологической шкалы. В 1841 году Джон Филипс, основываясь на резких обрывах в палеонтологической летописи, формально разделил геологическую колонну на три главных эры: палеозой, мезозой, и кайнозой. За исключением ордовикского периода, он установил три периода мезозоя и все периоды палеозоя. Сформулированная им геохронологическая шкала используется до сих пор. Поскольку тогда не существовало метода определения абсолютных возрастов периодов, она оставалась относительной временной шкалой. Считалось, что помимо «эпохи рептилий», которая предшествовала нынешней «эпохе млекопитающих», было время (во время кембрия и силура), когда жизнь существовала только в море, и время (до девона), когда беспозвоночные были самыми большими и сложными формами животной жизни.

### Рост геологии и палеонтологии, их становление в качестве профессий
Резкому росту геологии и палеонтологии в 30-е и 40-е годы XIX века способствовала растущая международная сеть специалистов по геологии и окаменелостям; их работы систематизировались и просматривались постоянно возникавшими геологическими сообществами. Многие такие геологи и палеонтологи теперь работали на университеты, музеи и правительственные геологические разведки, и были оплачиваемыми профессионалами. Относительно высокий уровень поддержки геологических наук обществом объяснялся их культурным влиянием и их доказанной экономической полезностью (помощь в разработке месторождений полезных ископаемых, таких как уголь).
Ещё одним важным фактором было появление в конце XVIII и начале XIX столетия музеев с большой коллекцией естественной истории. Эти музеи получали от коллекционеров со всего мира ископаемые виды и служили центрами изучения сравнительной анатомии и морфологии. Эти дисциплины сыграли ключевую роль в развитии более технически изощренных форм естественной истории. Одним из первых и самых важных таких музеев был Национальный музей естественной истории в Париже, который был в центре многих событий в естествознании на протяжении первых десятилетий XIX века. Он был основан в 1793 году указом Французской национальной ассамблеи; его фонд базировался на огромной королевской коллекции, а также на частных коллекциях аристократов, конфискованных во время Французской революции, и он был расширен за счет экспонатов, захваченных при французских военных походах во времена Наполеоновских войн. Парижский музей был профессиональным подспорьем для Кювье и его соперника Жоффруа Сент-Илера. В нём обучались английские анатомы Роберт Грант и Ричард Оуэн. Оуэн, работая в королевском хирургическом колледже, впоследствии стал главным Британским морфологом.

## Конец XIX столетия

### Эволюция

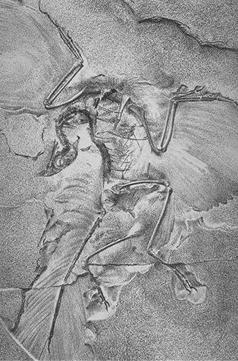
Фотография второго найденного скелета археоптерикса, снятая в 1881 году в берлинском музее Хамболдт.

Публикация книги Чарльза Дарвина «Происхождение видов» в 1859 году стала переломным моментом во всех науках, изучающих жизнь, и особенно в палеонтологии. В разработке теории Дарвина свою роль сыграли окаменелости. В частности, его впечатлили окаменелости гигантских броненосцев, гигантских ленивцев и, как он тогда думал, гигантской ламы, собранные им в Южной Америке во время кругосветного путешествия. Они были похожи на виды, все ещё жившие на континенте в то время. Научные дебаты, начавшиеся сразу после публикации «Происхождения», привели к напряженной работе по поискам переходных форм и других доказательств эволюции в палеонтологической летописи. Было две области, в которых ранний успех привлек к значительному вниманию общественности: переход от рептилий к птицам и эволюция современной однопалой лошади. В 1861 году Ричард Оуэн обнаружил в Баварии, в карьерном известняке, первый экземпляр археоптерикса — животного, имевшего зубы и перья, а также ряд других особенностей рептилий и птиц. Другой экземпляр будет найден в 70-х годах XIX года, и помещен на обозрение в Музее Берлина в 1881 году. Ещё одни примитивные птицы, обладающие зубами, были найдены Гофониилом Маршем в 1872 году в Канзасе. Марш также обнаружил окаменелости нескольких примитивных лошадей на западе США, которые помогли проследить эволюцию лошадей от маленькой пятипалой гиракотерии эоцена, до гораздо больших, современных однопалых лошадей вида Equus. Томас Гексли, защищая теорию эволюции, активно использовал ископаемые остатки лошадей и птиц. Научные круги быстро приняли идею эволюции, но поддержка предложенного Дарвиным механизма естественного отбора — главной движимой силы эволюции — была не всеобщей. В частности, некоторые палеонтологи, такие как Эдварда Дринкер Копа и Генри Осборна, объясняли линейную тенденцию в эволюции неоламаркизмом, согласно которому характеристики, полученные при жизни, передаются по наследству, и ортогенезом, согласно которому существует внутреннее побуждение меняться в определённом направлении.
Также существовала огромная заинтересованность в эволюции человека. В 1856 году были обнаружены ископаемые остатки неандертальцев, но в то время никто не догадывался, что они являются иным видом, отличающимся от человека. В 1891 году Эжен Дюбуа произвел сенсацию, обнаружив питекантропа — первые ископаемые остатки вида, явно занимавшего место между людьми и обезьянами.

### События в Северной Америке
Главным событием второй половины XIX века резкое развитие палеонтологии в Северной Америке. В 1858 году Джозеф Лейди описал скелет гадрозавра: он стал первым динозавром в Северной Америке, описанным по подробным останкам. Однако больше всего на рост коллекции окаменелостей повлияла именно экспансия на запад: строительство железных дорог, военных баз и поселений в Канзасе и других частях запада США после гражданской войны. В результате этого возросло понимание естественной истории Северной Америки; было открыто Меловое море, покрывавшее Канзас и большую часть среднего запада США во времена мелового периода, найдены несколько важных окаменелостей древних птиц и лошадей, и ряд новых видов динозавров, таких как аллозавр, стегозавр, трицератопс. Почти вся эта деятельность велась в результате заклятого личного и профессионального соперничества между Гофониилом Маршем и Эдваром Коупом. Оно стало известным как Костяные войны.

## Обзор событий в XX столетии

### Прогресс в геологии
В XX веке два события в геологии оказали значительное влияние на палеонтологию. Первое — это возникновение радиоизотопного датирования, которое позволило установить абсолютные возрасты в геохронологической шкале. Второе — появление теории тектоники плит, которая помогла понять географическое распространение древней жизни.

### Географическое развитие палеонтологии
В XX веке палеонтологические работы начали вестись везде: они перестали быть сугубо европейской и североамериканской деятельностью. За 135 лет — от первой находки Баклэнда до 1969 года, — было открыто 170 видов динозавров. В последующие 25 лет после 1969 года это число увеличилось до 315 динозавров. Этот рост, по большей части, оказался возможен благодаря исследованию новых горных залежей, особенно в малоисследованных областях Южной Америки и Африки. К концу XX века появившаяся возможность вести систематические поиски окаменелостей в Китае принесла огромное количество данных по динозаврам и древним формам птиц и млекопитающих.

### Массовое вымирание
В XX веке произошло значительное оживление интереса к массовым вымираниям и их влиянию на историю жизни. Оно особенно усилилось после 1980 года, когда Луис и Уолтер Альварез выдвинули гипотезу Альвареза, согласно которой импактное событие вызвало мел-палеогеновое вымирание, уничтожившее сухопутных динозавров ,морских рептилий и других живых существ. В начале 80-х годов XX века Джек Сепковски и Дэвид М. Роуп опубликовали диссертацию, содержащую статистический анализ палеонтологической летописи морских беспозвоночных. В ней описывалась закономерность (возможно циклическая) повторяющихся массовых вымираний, которая имела важные последствия для эволюционной истории жизни.

### Эволюционный ход и теория эволюции

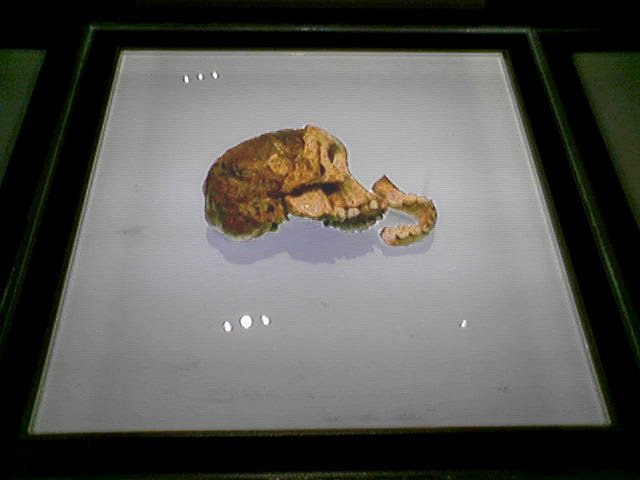
Череп ребёнка австралопитека, обнаруженный в Южной Африке в 1924 году, фотография

На протяжении всего XX столетия новые открытия окаменелостей продолжали помогать понять ход, по которому пошла эволюция. Примером этого являются важнейшие таксономические переходные формы, которые были найдены в Гренландии в 30-е годы XX века (показывали эволюцию четвероногих из рыб), и находки в 90-е годы в Китае (пролили свет на связь между динозаврами и птицами). Среди других событий, привлекших значительное внимание, можно вспомнить серию пакистанских окаменелостей, проливших свет на эволюцию китов, и ряд важнейших находок в Африке (начавшихся в 1924 году с ребёнка австралопитека), способствовавших лучшему пониманию эволюции человека. Постепенно к концу XX столетия палеонтологические данные и данные молекулярной биологии были объединены, в результате чего появилось филогенетическое дерево.
Данные палеонтологических исследований также способствовали развитию теории эволюции. В 1944 году Джордж Гэйлорд Симпсон опубликовал работу «Tempo and Mode in Evolution». В ней он использовал количественный анализ для демонстрации того факта, что палеонтологическая летопись является целостной и имеет разветвляющуюся, ненаправленную структуру, которую предрекали защитники эволюции; и что она движима естественным отбором и дрейфом генов, а не линейными трендами, предсказанными сторонниками неоламаркизма и ортогенезиса. Благодаря ей палеонтология была интегрирована в современный эволюционный синтез. В 1972 году Нильс Элдридж и Стивен Джей Гулд, опираясь на окаменелости, выступили в защиту теории прерывистого равновесия, согласно которой эволюция характеризуется долгими периодами относительного спокойствия и короткими периодами относительно бурных изменений.

### Кембрийский взрыв
На протяжении 80-х и последующих годов XX века в области палеонтологии, связанной с кембрийским взрывом, велась значительная деятельность. Во время взрыва впервые возникли различные типы животных со своими особыми схемами строения тела. В 1909 году Чарлз Дулиттл Уолкотт обнаружил известную сланцевую формацию Бёрджес-Шейл, а в 1912 году в китайском Шеньянге была обнаружена ещё одна важная формация. Однако новые анализы, проведенные в 80-х года Гарри Уайтингтоном, Дереком Бригсом и Саймоном Конуэй Моррисом, вызвали повторный интерес и рост деятельности: была открыта новая важная сланцевая формация в Сириус Пассет, Гренландия, и опубликована в 1989 году популярная противоречивая книга Стивена Джея — «Wonderful Life».

### Докембрийские окаменелости
До 1950 года не существовало окаменевших доказательств существования жизни до кембрийского периода. Когда Чарльз Дарвин писал «Происхождение видов», он признавал, что отсутствие каких бы то ни было ископаемых доказательств существования жизни до относительно развитых животных кембрия является потенциальным доводом против теории эволюции, но он выразил надежду, что такие окаменелости будут найдены в будущем. В 60-х годах XIX века несколько раз сообщалось о находке докембрийских ископаемых, но в итоге выяснялось, что они имеют неорганическое происхождение. В конце XIX века Чарлз Дулиттл Уолкотт обнаружил строматолиты и другие ископаемые доказательства докембрийской жизни, но в то время их органическое происхождение подвергалось сомнению. Положение дел начало меняться в 50-х годах XX века, когда были найдены новые строматолиты и породившие их микро окаменелости бактерий, и был опубликован ряд диссертаций советского учёного Бориса Васильевича Тимофеева, в которых сообщалось об открытии микроскопических окаменелостей спор в докембрийских отложениях. Ключевой прорыв произошел тогда, когда Мартин Глаеснер продемонстрировал, что ископаемые остатки мягкотелых животных, найденные Реджинальдом Спригом в Эдиакараских холмах Австралии, принадлежали докембрийскому периоду, а не раннему кембрийскому, как изначально предполагал Спригг. Таким образом, Эдиакарская биота стала самым старым известным видом животных, населявших Землю. В конце XX века палеобиология установила, что история жизни простирается в прошлое на 3,5 миллиарда лет.